# Liste des seigneurs de Zinneghem
Ne doit pas être confondu avec Seninghem.
Les seigneurs de Zinneghem possédaient la seigneurie du même nom, parfois orthographiée Zenneghem ou Sinneghem ou dénominations proches, située à Watten en Flandre maritime (arrondissement de Dunkerque) avec extension notamment sur Millam et Merckeghem. Également appelée vassalerie de Zinneghem, la seigneurie est longtemps détenue par une famille quasi homonyme, les seigneurs de Sineghem (Seninghem), de ce fait, les deux noms ne sont pas toujours clairement distingués. Par la suite, par le jeu des alliances et des mariages, le domaine devient une des possessions de personnages d'importance régionale voire nationale appartenant à de grandes familles : famille de La Viesville, famille d'Estourmel, Maison d'Ursel. Les derniers détenteurs sont de très hauts personnages : les ducs d'Ursel, dont un gouverneur militaire de Bruxelles. Dépendant des seigneurs de Bourbourg, située dans la châtellenie de Bourbourg, mais avec un statut spécial, ayant une emprise directe (fiefs) ou indirecte (arrière-fiefs) sur 1250 mesures (ou 1266), soit environ 560-570 hectares, la seigneurie existe d'au moins 1202 à la révolution de 1789 soit près de 600 ans. Elle est ainsi mentionnée en 1789 dans le cahier de doléances des habitants de Merckeghem sous le nom Sinneghem.

## Situation de la seigneurie
La seigneurie de Zinneghem ou Sinneghem, dite également "Court de Seninghem", du nom de ses premiers possesseurs, se situe dans la châtellenie de Bourbourg. Toutefois, elle n'est pas totalement soumise à l'autorité du seigneur de la Cour du Ghyselhuys (cour féodale : seigneurie principale de Bourbourg restée dans les domaines propres des comtes de Flandre puis rois de France) ni à celle du châtelain comme les seigneuries "ordinaires". Elle fait en effet partie des « Quatre Vassaux »: appellation donnée à quatre seigneuries de la châtellenie échappant en partie aux pouvoirs cités et jouissant d'un statut particulier. Elle figure sur les rôles des impôts de la ville et châtellenie mais elle constitue toutefois un des premiers (plus importants) fiefs de la Cour du Ghyselhuys.
À l'origine, ces quatre entités particulières relèvent directement du comte de Flandre. Elles possèdent, pour trois d'entre elles, toutes les justices féodales : haute, moyenne et basse justice (voir justice seigneuriale).
La seigneurie de Zinneghem est une seigneurie qui dispose de la moyenne justice. Il s'agit d'un fief avec bailli et 7 échevins. Elle se compose de la seigneurie de Zinneghem proprement dite avec un contrôle plus ou moins étroit sur le seigneurie de Millam-Hoflant. 
À la veille de la Révolution française, sur environ cinquante seigneuries "nobles" de la châtellenie de Bourbourg, seule une vingtaine demeurait dans les mains de la noblesse, toutes les autres avaient été rachetées par des bourgeois pour qui cette possession était une étape sur la voie de l'anoblissement. La pérennité d'une main mise noble sur une seigneurie peut être vue comme un signe de l'importance que l'aristocratie accordait aux fiefs concernés : c'était le cas de la seigneurie de Zinneghem, de la seigneurie de Ravensberghe (Seigneurs de Ravensberghe) ou encore celle de Drincham (Seigneurs de Drincham) et bien entendu du fief de la châtellenie lui-même. 

### Possessions
La seigneurie de Zinneghem s'étend en Flandre maritime. Le chef lieu d'une superficie de 16 mesures de terre (environ 7 hectares) se situe à Wattendam au long du Rivierdyck. Les seigneurs de Zinneghem possèdent des rentes héritables sur des terres, environ 816 mesures, situées à Watten, Capellebrouck, Millam, Merckeghem, Looberghe, Bollezeele. Ils détiennent des arrière-fiefs dans les mêmes paroisses, des fiefs secondaires en relèvent (fief d'Alsinghe, seigneurie de Millam-Hoflant ). Au total, la seigneurie a une emprise sur 1250-1266 mesures, soit de l'ordre de 560 hectares.

## Armes
« D'or à trois pals de gueules, et un lion de sable brochant sur le tout ».

## Famille de Sineghem
La famille de Sineghem, (Seninghem), (« d'argent à la quintefeuille de sable posée en abîme »), va posséder la seigneurie de Zinneghem pendant un peu plus d'un siècle. Cette famille est celle de Christine de Sineghem, fondatrice de l'abbaye de Ravensberghe vers 1191, et mariée à deux seigneurs de Ravensberghe, voisins des seigneurs de Zinneghem. Ceux-ci, appartenant à la même famille que Christine, vont veiller à favoriser et protéger également cette abbaye. 

### Gilebert de Fienles
Gilebert de Fienles (probablement Gilbert de Fiennes), fils d'Elnard Ier, seigneur de Sinneghem (Seninghem), époux de Mahaut, est le premier seigneur de Zinneghem dont on retrouve la trace en 1202. Selon un site consacré aux « Seninghem, seigneurs de Seninghem », Gilebert n'est pas le fils mais le beau fils d'Elnard Ier, marié à Mahaut de Sinneghem, et seigneur de Bléquin. Ce Gilebert, également appelé fils d'Elnard, et sa femme Mahaut donnent en 1202 à l'église d'Outhof (abbaye de Ravensberghe) deux béliers par an à prendre sur leur moutonnage (troupeau de moutons) de Belkin (probablement Bléquin).

### Jean de Sineghem
Jean de Sineghem, seigneur de Sinneghem, lui succède dans la seigneurie de Zinneghem en 1203. Il semble que Jean, époux d'une Marie, soit l'oncle de Mahaut, ce qui laisse supposer que le couple Gilebert de Fienles-Mahaut n'ait pas eu de postérité.  En 1203, ce Jean, seigneur de Sinneghem, donne du consentement de Marie, sa femme, le tiers du moulin qui est auprès du Brouck (Broekes : marais) à l'hôpital des pauvres (de l'abbaye de Ravensberghe), près d'Outhof, paroisse de Merkinghem (Merckeghem). Willelm (Guillaume), prévôt (prépositus : officier de justice) de Sinneghem, et donc au service de Jean, est présent avec plusieurs hommes relevant de ce dernier.

### Elnard II de Sineghem
Elnard II de Sineghem, chevalier, seigneur de Seninghehem (il s'agit toujours de Seninghem), devient seigneur de Zinneghem en 1238. Cette même année, Elnard II, chevalier, seigneur de Seninghehem, approuve le don fait à l'abbaye de Ravensberghe, par Philippe, seigneur de Ravensberg, (il s'agit de Philippe de Wismes seigneur de Ravensberghe à partir de 1226), d'environ onze mesures de terres et marais, appelées Nove (terres nouvelles gagnées sur les marais). On peut supposer un lien de parenté entre Elnard II et Philippe de Wismes, et/ou, comme tous les membres de la famille de Sinneghem, Elnard II joue son rôle de "protecteur" de l'abbaye.

### Elnard III de Sineghem (mort en 1302)
Elnard (parfois orthographié Elnars) III, sire de Sinneghem, fils d'Aélis de Sinneghem et de Wautier, (Gautier), chevalier, seigneur de Dalon, accède à la seigneurie de Zinneghem en 1277. Cette même année, Aélis de Sinneghem et son fils « Enelars », sire de Sinneghem, donnent à cens (en location) leur marais de Ravensbergh appelé Northout à différentes personnes. L'acte définit les droits respectifs des parties. En 1281, Bauduin de Sinneghem (frère d'Elnard III) donne sa moitié du marais de Northout à cens aux mêmes personnes, aux mêmes conditions. La charte porte les sceaux des deux frères qui ont pour arme une quintefeuille (cette quintefeuille est la marque des armes de la famille de Seninghem déjà mentionnées). La même année, Elnars, chevalier, sire de Sinneghem, donne son consentement au bail à cens évoqué dans les deux actes qui précèdent et quelques mois plus tard, Wautier de Sorel, chevalier, seigneur de Dalon, donne son consentement au dit bail, en qualité de mari d'Aélis de Sinneghem.
Elnars III meurt en 1302 à Courtrai.

### Gilles de Sineghem
Gilles de Sinneghem, chevalier, succède aux précédents en 1287. La même année, il donne son consentement à l'acte de bail évoqué ci-dessus. Son sceau indique « Gillon de Sinneghem,cevalier » et porte lui aussi une quintefeuille. Dans l'affrontement entre le comte de Flandre Gui de Dampierre et le roi de France Philippe IV le Bel, Gilles reste fidèle au comte. En représailles, le roi le dépossède, au moins temporairement, de sa seigneurie de Zinneghem. Pour le dédommager, le comte lui attribue par lettre du 17 novembre 1298, les fiefs et les biens possédés à Steenvoorde par le châtelain de Bergues et Jean d'Hangest, seigneur d'Hangest.

### Elnard IV de Sinneghem
Elnard IV de Sinneghem, chevalier, est le dernier de la famille à reprendre la seigneurie de Zinneghem en 1312. Cette année là, il (appelé Enlars dans l'acte) donne son consentement à l'acte de bail du marais déjà évoqué passé par Enlars III, en présence de Jean de Sinneghem, de Pierre de Sinneghem, de Gilles de Sinneghem et d'autres témoins. Toujours en 1312, Elnard IV déclare qu'en sa présence et devant sa « plaine loy », composée d'un bailli et de sept échevins, nommément cités, une personne qui tenait une terre à cens de lui Elnard, a donné son bail à l'abbaye de Ravensberghe. Même chose en 1314, devant Elnard IV et sa loi, une terre est vendue au profit de la même abbaye.
La seigneurie de Zinneghem sort de la famille au début du XIVe siècle mais le nom se retrouve après cette date dans la châtellenie de Bourbourg, les mêmes personnes revenant à plusieurs reprises, montrant ainsi que les personnages concernés y détiennent plusieurs fiefs :
- En 1458, une Catherine de Zinneghem, nièce d'Anna de Warheem (Wahrem) et fille de Jacques de Zinneghem, est citée à propos d'une seigneurie située dans l'ammanie de Craywick. Elle est l'épouse de Husbrecht de Handschoewerker[26].
- À la même date, François I de Zinneghem relève une autre seigneurie dans l'ammanie de Saint-Georges-sur-l'Aa. Lui succède, en 1475, Antoine de Zinneghem, fils de Pierre de Zinneghem, seigneur de "'tPlateeland". Est ensuite retrouvé Jehan de Zinneghem, fils d'Antoine, puis Bernard de Zinneghem, et en 1543 François II ou Frans de Zinneghem, fils de Bernard. Ensuite la seigneurie passe à une autre famille[27].
- Toujours en 1458, François I de Zinneghem, est également seigneur du fief "'t Plateelant" déjà cité, sur la paroisse d'Eringhem. En fin du XVe siècle et en 1517, y est retrouvé Bernard de Zinneghem, également déjà cité, puis elle passe à Gilles de Zinneghem. Après lui, en 1561, arrive Pieter de Pau (?), époux de la veuve de Jacques de Zinneghem au nom des enfants de celle-ci. Lui succède en 1634, Marcus de Stappens, du fait de son épouse Anne de Zinneghem, fille de Gilles de Zinneghem. Puis le fief sort de la famille[28].
- Les noms déjà cités se retrouvent encore sur un autre fief : encore en 1458, François I de Sinneghem détient l'espier de Bourbourg (Spycker van broucburg), (espier : fief dont le revenu est lié à la production d'épis de blé ou autre céréale). Il est transmis en 1497 à Jean de Zinneghem, fils d'Antoine, puis à Bernard de Zinneghem, dont il est précisé qu'il est fils de Guillaume de Zinneghem. Arrive après lui, en 1541, Jacques van Zinneghem, fils de Bernard et de nouveau en 1561 Pierre de Pau, à cause de son épouse, veuve de Jacques de Zinneghem, au nom des enfants de celle-ci. Lui succède en 1608 Marcus Stappens, seigneur de Harnes, déjà rencontré, comme époux d'Anne de Zinneghem, fille de Gilles de Zinneghem. Puis le fief se transmet dans la famille de Stappens[29].
- En 1529, Bernardt van Zinneghem, fils d'Antoine de Zinneghem, est seigneur d'Oudenhove dans l'ammanie de Saint-Georges-sur l'Aa. Il est marié à Jossine van Provins qui, veuve, relève cette seigneurie après lui en 1543 avec son fils ou au nom de son fils François II de Zinneghem. Lui succède en 1552 Jacques de Zinneghem, un autre de ses fils, puis Catherine de Zinneghem, fille de Jacques, dernière du nom sur ce fief[30].
- Le Jacques de Zinneghem, cité à la ligne ci-dessus en 1552, peut être le Jacques de Zinneghem, bailli de l'abbaye de Ravensberg en 1549, qui présente des lettres et privilèges du monastère devant les échevins de la ville et châtellenie de Bergues[31].
- En 1664, une Marie van Zinneghem, veuve de Louis Clément Boudens détient quelques années un fief dit van de Walle situé dans l'ammanie de Saint-Georges-sur-l'Aa, relevant de la Cour du Wythof (nom de la possession principale du châtelain de Bourbourg), seigneurie qui demeure ensuite dans la descendance de la famille Boudens[32].

## Famille de La Viesville
La famille de Viesville ou de la Viesville va récupérer la seigneurie de Zinneghem au XVe siècle,et la gardera jusqu'au XVIIe siècle, après un passage dans les mains d'un membre de la famille de Mametz.

### Pierre de Mametz
Pierre de Mametz, seigneur de Mametz, du Hoflant (sur l'actuelle Millam), et de Dam-lez-Watten qu'on dit « Seninghem », relève la seigneurie de Zinneghem en 1374.

### Jean de Viesville
Jean de Viesville, seigneur de Millam et Seninghem (sans doute Dam-les-Watten, et non Seninghem qui à cette date est dans les mains de la famille de Renty puis dans celles de la Maison de Croÿ), devient le détenteur de la seigneurie de Zinneghem en 1458. Il est le descendant de Catherine, dame de Mametz, petite-fille de Pierre de Mametz ci-dessus, épouse de Gauvain de la Viesville, gouverneur d'Aire-sur-la-Lys en 1425-1430.

### François de la Viesville
Franchois de la Viesville, seigneur de Millam et de Sinneghem, est retrouvé seigneur de Zinneghem vers 1475.

### Claude de Viesville
Claude de Viesville, seigneur de Millam et Sinneghem, succède à François dans la seigneurie de Zinneghem vers 1500.

### Guillaume de La Viesville
Arrive dans la seigneurie de Zinneghem vers 1517, Guillaume de la Viesville, seigneur de Millam et de Sinneghem.
À cette date, selon un document intitulé le Transport de Flandre, « la seigneurie et juridiction de Zinneghem, y compris les enclaves de Watten, Merckeghem, Cappellebrouck et Millam appartiennent à la seigneurie de Hoflandt », c'est-à-dire à la seigneurie de Millam-Hoflandt. Et le seigneur de Millam est alors Claude de la Viesville.

## Familles d'Estourmel et de Croÿ

### Jean d'Estourmel (mort en 1578)
Jean d'Estourmel, mort en 1578, devient seigneur de Zinneghem par son mariage avec Florence de la Viesville qui suit.

### Florence de la Viesville (morte en 1621).
En 1617, Florence de la Viesville, veuve de Jean d'Estourmel, est dite douairière de Mametz, Millam, Zinneghem, fille de Jean de La Viesville et de Françoise de Nédonchel (la famille de Nédonchel est présente également dans la seigneurie voisine : celle des seigneurs de Ravensberghe). Elle meurt en 1621.

### Eustache d'Estourmel (mort en 1628)
Eustaes (Eustache en flamand? en latin?) d'Estourmel relève la seigneurie de Zinneghem en 1624. Il meurt en 1628, date à laquelle sa sœur Anne d'Estourmel relève la seigneurie.

### Anne d'Estourmel
Anne d'Estourmel relève donc la seigneurie de Zinneghem en 1628, à la mort de son frère Eustache. Elle est l'épouse de Claude de Croÿ, comte de Rœux (Maison de Croÿ).

### Claude Henry de Croÿ
Claude Henry de Croÿ succède à sa mère Anne d'Estourmel à une date non précisée dans la seigneurie de Zinneghem. Il la vend à un membre de la Maison d'Ursel, famille de Belgique.
La dalle tumulaire d'un Jacques, sans autre précision, seigneur de Zinneghem au XVIIe siècle, a pu être vue au XIXe siècle dans l'église de Merckeghem.
Par ailleurs, en 1636, le château de Zinneghem fut pris et pillé par la garnison française d'Ardres puis repris en trois jours par les garnisons espagnoles de Saint-Omer, Gravelines et Bourbourg.

## Maison d'Ursel

### François d'Ursel
François d'Ursel, (« de gueules à un chef d'argent, chargé de trois merlettes de sable, écartelé d'azur, à cinq pointes ou quilles d'or, posées deux, une, deux ; contr' écartelé d'azur à une molette à huit pointes d'or »), relève la seigneurie de Zinneghem en 1664.
Ce François d'Ursel est le comte d'Ursel et du Saint-Empire, vicomte de Vyve Saint-Éloi, baron de Hermal et d'Hoboque ou Hoboken (section d'Anvers), seigneur de nombreux lieux dont Millam et Seneghem. Il occupe de hautes fonctions : grand veneur et haut forestier de Flandre, colonel et général de bataille au service du roi d'Espagne Charles II. Fils de Conrad Shetz dit d'Ursel, baron de Hoboken, maître d'hôtel de l'archiduc Léopold-Guillaume de Habsbourg, gouverneur général des Pays-Bas espagnols, et d'Anne Marie de Robles, chanoinesse de Nivelles, il avait épousé Honorine Marie Dorothée de Hornes, fille d'Ambroise de Hornes, comte de Beaucignies, baron de Boxtel, général de l'artillerie espagnole, gouverneur général d'Artois, grand fauconnier des Pays-Bas et de Marguerite de Bailleul, comtesse de Bailleul, baronne de Lesdain et de Saint-Martin.
En 1676, il est retrouvé trace d'un Jacques Ferdinand de Thieulaine, bailly de la seigneurie et cour féodale de Sinneghem, appartenant au comte d'Ursel seigneur de Millam.
Un Antoine Coolen, mort le 20 décembre 1702, était bailli de la seigneurie de Millam et Zinneghem. Sa pierre sépulcrale se trouvait dans l'église de Millam en 1853-1854, date à laquelle l'inscription fut relevée.

### Albert  d'Ursel
Albert d'Ursel, comte d'Ursel, devient le nouveau détenteur de la seigneurie en 1712.
Dans l'église de Millam, se trouvait également en 1853-1854, une inscription tombale mentionnant Lambert Yvels, décédé le 3 janvier 1736, de son vivant premier échevin de la seigneurie de Zinneghem, entre autres, et donc probablement contemporain de cet Albert d'Ursel.

### Le Comte de Bournonville
Ce comte de Bournonville, non identifié, détient la seigneurie de Zinneghem en 1740. Les renseignements donnés à propos du successeur montrent qu'il y avait des liens avec la Maison d'Ursel.

### Charles d'Ursel (1717-1775)
En 1772, Charles d'Ursel, duc d'Ursel et d'Hobocque, détient la seigneurie. C'est par une donation de sa sœur Bénédicte Charlotte, princesse d'Ursel, douairière du duc François de Bournonville qu'il est seigneur de Zinneghem. Il s'agit du 2e duc d'Ursel (1717-1775), lieutenant feld-maréchal au service de Marie-Thérèse d'Autriche, gouverneur militaire de Bruxelles, chevalier de la Toison d'or. Il épouse la princesse Eléonore de Lobkowicz (voir Maison d'Ursel). Il est lui aussi titulaire de nombreux titres et fonctions prestigieuses :duc d'Ursel et d'Hoboken, prince d'Arche et de Charleville, comte de Grobbendonck et du Saint-Empire, baron de Hermal, etc., maréchal héréditaire de Brabant, grand veneur et haut forestier de Flandre, et donc seigneur de Zinneghem et en même temps seigneur de Millam et Seneghem.

### Wolfgang-Guillaume d'Ursel (1750-1804)
Wolfgang-Guillaume d'Ursel, 3e duc d'Ursel (1750-1804), général major, époux de la princesse Flore d'Arenberg, est le dernier seigneur de Zinneghem. Le 24 juin 1776, le bailli de la seigneurie, occupant la même fonction dans celle de Millam-Hoflande, représentant donc le 3e d'Ursel, domicilié à Saint-Omer, un dénommé Guillaume Augustin Camp, est reçu bourgeois de la ville et châtellenie de Bourbourg et prête le serment requis.
La maison et les ducs d'Ursel vont continuer d'exister jusqu'à nos jours, mais la Révolution française ayant aboli les titres de noblesse et les biens seigneuriaux, la seigneurie de Zinneghem cesse d'exister en tant que telle.